# 조지 앨티도어
조스머 볼미 "조지" 앨티도어(영어: Josmer Volmy "Jozy" Altidore /ˈdʒoʊzi ˈæltɪdɔːr/, 1989년 11월 6일 ~ )는 미국의 축구 선수로 현재 리가 MX의 푸에블라에서 공격수로 활약 중이며 부모님은 모두 아이티에서 태어난 아이티계 미국인이다.

## 축구인 경력

### 선수 경력
앨티도어는 16세의 나이에 2006년 MLS 슈퍼 드래프트에 메트로스타즈 (현 뉴욕 레드불스)에 지명되었다. 그 해 8월 23일 DC 유나이티드와의 컵대회 경기에 출전하여 프로 무대 데뷔전을 치렀고 다음 달 16일 콜럼버스 크루와의 경기에서 데뷔골을 터뜨렸다. 2006 시즌 동부 지역 플레이오프에서 DC 유나이티드를 상대로 득점을 기록하며 MLS 플레이오프에서 득점을 기록한 최연소 선수가 되었다. 이 골을 포함하여 데뷔 시즌 리그 7경기에 출전하여 3골을 기록하여 강한 임팩트를 남겼다.
2008년 6월 클린트 뎀프시의 MLS 역사상 최다 이적료 기록을 깨며 비야레알 CF로 이적하였다. 11월 1일 아틀레틱 빌바오를 상대로 골을 터뜨리며 프리메라리가에서 득점을 기록한 최초의 미국 국적 선수가 되었다. 2009년 1월 더 많은 기회를 잡기 위해 헤레스로 임대되었으나 부상으로 조기에 원 소속팀으로 임대 복귀하였다. 2009년 8월 10일 헐 시티로의 임대 이적이 공식 발표되었다. 데뷔전에서 어시스트를 기록하였고 다음 해 2월 6일 맨시티와의 경기에서 득점을 기록하였다. 임대 복귀 후 부르사스포르에서도 6개월 간 임대되어 활약하였다.
2011년 7월 15일 AZ 알크마르로의 이적에 합의하였다. PSV 에인트호번과의 시즌 개막 경기에 교체 투입되어 데뷔전을 치렀으며 이 경기에서 골을 기록하였다. AZ에서의 첫 시즌인 2011-12 시즌 31경기 출전 15골일은 준수한 기록을 올리며 시즌 득점 랭킹 7위에 랭크되었다.
2013년 7월 10일 그는 선덜랜드 AFC로 4년 계약을 맺어 이적했다

## 그 외
2010년 아이티 지진 사태 이후 열린 맨시티와의 경기에서 터뜨린 선제골을 지진으로 고통받고 있을 아이티 국민들에게 바친다는 인터뷰를 하여 화제가 되었다.

## 같이 보기
- A매치 100경기 이상 출전한 축구 선수 명단